# Oda a mi padre
Oda a mi padre (Hangul: 국제시장; RR: Gukjesijang) es una película surcoreana de 2014 dirigida por Yoon Je-kyoon.
Protagonizada por Hwang Jung-min y Yunjin Kim, describe la historia coreana moderna de la década de 1950 al día presente a través de la vida de un hombre común, que experimenta acontecimientos como la Evacuación de Hungman de 1950 durante la Guerra de Corea, la decisión del gobierno de enviar a enfermeros y mineros a Alemania Occidental en la década de 1960, y la Guerra de Vietnam.
Es actualmente la tercera película con mayor recaudación en la historia del cine coreano, con 14.2 millones de tickets vendidos.
Se realizará una nueva versión de la película estilo Bollywood titulada "Bharat" protagonizada por Salman Khan

## Argumento
Durante la Evacuación de Hungnam de 1950 en la Guerra de Corea, cuándo miles de refugiados en Corea del Norte fueron transportados al sur por barcos de la flota de EE. UU., un niño, Deok-soo, pierde la pista de su hermana, Mak-soon. Debido a esto, el padre de Deok-soo se queda atrás para buscarla, diciendo a su hijo que tomara a la madre del niño y a sus dos hermanos más pequeños a la ciudad portuaria de Busan, donde la tía de Deok-soo tenía una tienda que importaba bienes. Antes de dejar a Deok-soo y al resto de su familia, el padre hace que Deok-soo prometa ser la cabeza de la familia en su lugar.
Como el primogénito, Deok-soo se convierte en el sostén de su familia desde temprana edad, haciendo todo tipo de trabajos pequeños para apoyar a la familia. Durante la década de 1960, la necesidad financiera lo obliga a viajar a Europa con su mejor amigo Dal-goo, donde encuentran un peligroso trabajo como gastarbeiters (trabajadores invitados) en minas de carbón alemanas para pagar por la colegiatura de su hermano en la Universidad Nacional de Seúl. Allí, Deok-soo se enamora de una trabajadora emigrante, la enfermera Young-ja. Después de un accidente minero, Deok-soo deja Alemania porque su visado expira. Young-ja regresa a Corea meses más tarde y le dice que está embarazada con su hijo. Tiempo después, tienen una modesta boda, empiezan una vida juntos, y con el tiempo tienen dos hijos.
Unos cuantos años pasan, y la tía de Deok-soo muere. El tío de Deok-soo, ahora anciano y en necesidad de dinero, decide vender la tienda de bienes, algo con lo que Deok-soo discrepa. Deok-soo decide dejar Corea otra vez en la década de 1970 y se alista como soldado surcoreano en la Guerra de Vietnam, en parte para cumplir el deseo de su hermana de una gran boda al ganar bastante dinero para adquirir la tienda de importaciones de bienes de su tío. Young-ja está preocupada, sabiendo los peligros de la guerra, pero Deok-soo la convence de verlo a su manera, en parte atando a su mejor amigo Dal-goo en ir con él. A pesar de asegurarle a su mujer que es seguro, Deok-soo regresa a Corea con una pierna coja, como resultado de un disparo que recibió mientras ayudaba a unos aldeanos a escapar del Frente Nacional de Liberación de Vietnam.
Deok-soo administra la tienda con su mujer, y la vida continúa hasta 1983, cuando importantes estaciones de emisión en Corea del Sur emiten programas de televisión en donde parientes que fueron separados durante el caos de la Guerra de Corea son reunidos. Deok-soo es contactado para ser presentado en uno de estos programas debido a la esperanza de un hombre anciano de su ciudad natal que reclama ser su padre. Durante el programa, los dos se dan cuenta de que son de la misma ciudad natal de Hungnam, pero no son padre e hijo. La familia de Deok-soo queda desconsolada debido a la equivocación, pero poco después, el mismo programa trae a Deok-soo nuevamente con la esperanza de encontrar a su hermana perdida, Mak-soon. Una mujer coreana-americana quién fue adoptada cuando niña por una familia americana durante la Guerra de Corea es presentada en el programa. Deok-soo conversa con ella durante la emisión, y se da cuenta de que ella sí es Mak-soon. Un emocional reencuentro ocurre cuándo su hermana regresa a Corea. La madre de Deok-soo muere poco después del reencuentro.
En el día presente, un anciano Deok-soo finalmente decide vender la tienda de bienes de su tía, la cual se negaba a vender a pesar de la tienda estar perdiendo dinero. En un flashback de la Evacuación de Hungnam, el padre de Deok-soo promete reunirse con el resto de la familia en la tienda, explicando el por qué Deok-soo compró y se aferró a la tienda durante todo este tiempo. En la escena final, Deok-soo le dice su mujer que es tiempo de vender la tienda, comentando melancólicamente que su padre es probablemente demasiado viejo para seguir vivo y reunirse con él allí.

## Reparto
- Hwang Jung-min como Yoon Deok-soo.[7][8]
- Yunjin Kim como Young-ja.[9][10]
- Oh Dal-su como Dal-goo.
- Jung Jin-young como el padre de Deok-soo.
- Jang Young-nam como la madre de Deok-soo.
- Ra Mi-ran como la tía paterna de Deok-soo.
- Kim Seul-gi como Kkeut-soon.
- Lee Hyun como Seung-gyu.
- Kim Min-jae como Yoon Do-joo.
- Tae In-ho como Yoon Gi-joo.
- Hwang Seon-hwa como Yoon Seon-joo.
- Uhm Ji-seong como Deok-soo (joven).
- Jang Dae-woong como young Dal-goo (joven).
- Shin Rin-ah como Mak-soon (joven).
- Lee Ye-eun como Yoon Seo-yeon.
- Choi Jae-sub como minero coreano 1.
- Jung Young-ki como minero coreano 2.
- Yoo Jung-ho como minero coreano 3.
- Maeng Se-chang como minero coreano 4.
- Hong Seok-yeon como el tío de Deok-soo.
- Stella Choe Kim como Mak-soon Yoon.[11]
- Matthew Douma como esposo americano de Mak-soon.[12]
- Somi como la hija mayor de Mak-soon.[12]
- Evelyn Douma as Mak-soon's youngest daughter.[12]
- Go Yoon como Hyun Bong-hak.[13]
- Nam Jin-bok como Chung Ju-yung.
- Park Seon-woong como André Kim.
- Hwang In-joon como Presentador Kim Dong-geon.
- Park Young-seo como Presidente de la organización juvenil.
- Jung Yun-ho como Nam Jin.[14]

## Producción
Oda a mi padre fue filmado principalmente en Busan, la ciudad natal del director Yoon Je-kyoon donde también filmó Miracle on 1st Street (2007) y Haeundae (2009). Fue filmado desde el 3 de septiembre al 25 de diciembre de 2013, en particular, en el Mercado Gukje, el mercado abierto a la calle más grande en Busan que comenzó en el 1950 como una serie de paradas instaladas por refugiados en tiempos de guerra que buscaban ganarse la vida. Las locaciones en el extranjero incluyeron la República Checa y Tailandia (representando a Alemania y Vietnam, respectivamente). La popularidad de la película aumento más tarde el turismo en Busan, los tours ofrecían visitas a las locaciones presentadas en la película, como el Mercado Gukje; el Mercado Jagalchi; Nampo-dong; y Chojang-dong.
Con un presupuesto de ₩14 mil millones, Oda a mi padre fue el primer éxito de taquilla en Corea que aplicó un contrato de trabajo estándar con el equipo, el cual estableció que no podrían trabajar por más de 12 horas al día, horas extras pagadas y un día completo libre a la semana. Las áreas de la cultura, artes y entretenimiento en Corea normalmente han ignorado las leyes del trabajo y sus regulaciones, donde esta arraigada tradición causa a los miembros más jóvenes del personal a trabajar demasiado y muchas veces sin pago. Después de una larga campaña hecha por profesionales del cine, la primera película coreana en hacer un contrato de trabajo estándar fue Venus Talk en 2013, pero Oda a mi padre fue más allá por aplicar el contrato desde la pre-etapa de producción y asegurando que las bonificaciones serían distribuidas equitativamente a todo el equipo. El director Yoon dijo que los costos de producción alcanzaron los ₩300 millones debido al contrato, pero que las personas trabajaron más duro y con mayor voluntad, lo cual terminó elevando la calidad del trabajo.

## Lanzamiento
La película fue estrenada en Corea del Sur el 17 de diciembre de 2014. Lideró la taquilla, atrayendo a 1.5 millones de espectadores en sus primeros cinco días con una recaudación de ₩1.5 mil millones. La película se mantuvo en el Núm.1 por cinco semanas consecutivas, a pesar de competir con numerosos estrenos nuevos. Para el 13 de enero de 2015, registró 10,001,709 tickets vendidos, convirtiéndola en la undécima película doméstica (y decimocuarto global) en lograr 10 millones de admisiones en la historia del país.
En su octava semana de estreno, Oda a mi padre se convirtió en la segunda película de todos los tiempos con mayor recaudación en la historia del cine en Corea del Sur, con 14.2 millones de admisiones. Para el 1 de marzo de 2015, la película ha recaudado $105 millones de dólares en Corea del Sur.
Para su carrera en Norteamérica, la película se estrenó en Los Ángeles el 31 de diciembre de 2014 dónde atrajo más de 6,000 espectadores después de cuatro días de estreno, mayoritariamente fueron inmigrantes coreanos-americanos de primera generación de 50 años y más. Comenzando enero de 2015, se expandió a 43 ciudades estadounidenses y canadienses como New York, Chicago, Washington D. C., Boston, Seattle, Toronto, y Vancouver.
También fue proyectada en la sección de Panorama del 65.º Festival Internacional de Cine de Berlín en febrero de 2015, y entre la audiencia estaban 20 inmigrantes de etnia coreana cuyas experiencias estuvieron retratadas en la película.

## Recepción
La película obtuvo revisiones mixtas y levantó controversia sobre su alegado intento de idealizar el pasado bajo el mando de regímenes autoritarios. Esto empezó cuándo la presidenta Park Geun-hye, acentuado la necesidad por el patriotismo, citó una escena en la película donde el marido y la mujer detienen repentinamente una discusión y hacen saludo a la bandera nacional cuando oyen el himno nacional tocando. Varios críticos de cine y culturales arremetieron en contra como una película "conservadora" o "de derecha" que glorificaba la industrialización, sin embargo el legislador liberal Moon Jae-in discrepó, diciendo "que era la realidad de aquel periodo". El crítico Huh Ji-woong dijo que "enfatiza el sacrificios de los mayores mientras que los actuales con actitud lánguida debieran ser identificados como el real problema", mientras, el crítico Chin Jung-kwon dijo que la película equivalía a un "drama de baja categoría".
A pesar de la tibia recepción por parte de los críticos, la película continuó siendo popular entre la audiencia. El crítico Jeong Ji-wuk dijo que el debate político irónicamente contribuyó en el éxito de la película, "Fue capaz de alcanzar los 10 millones de asistentes con la combinación de varios factores, tales como ser una historia de una familia y un padre, la curiosidad causada por los debates políticos y una estrategia de marketing agresiva por parte de CJ Entertainment". También se creyó a la nostalgia como la fuerza de atracción detrás de su éxito comercial, con espectadores de mediana edad en sus cuarenta y más, llevándose más del 34.5 por ciento de ventas de tickets (a pesar de la ausencia de la película en las redes sociales). El crítico Kim Hyung-seok dijo, "La audiencia que vivió alrededor de la era en qué Deok-soo vivió sentirá que la película es una oda a ellos y sentirá nostalgia y consuelo."
El director Yoon, aun así, dijo que intencionadamente excluyó cualquier punto de vista político en la película y "sólo quiso hablar sobre su padre y su generación, que se sacrificaron por sus hijos" y "hacer una película familiar que podrían mirar juntos, las tres generaciones." Nombrando a la película como su tributo personal a su padre (utilizó los nombres reales de sus padres Deok-soo y Young-ja para los personajes principales), Yoon dijo, "Mi padre falleció cuando estaba en la universidad y no tuve la oportunidad de decir gracias. Espero que la película sirva como canal de comunicación entre la generación más vieja y la más joven."

## Premios y nominaciones
| Año  | Premio                                             | Categoría                                                 | Nominado                                                                                 | Resultado |
| ---- | -------------------------------------------------- | --------------------------------------------------------- | ---------------------------------------------------------------------------------------- | --------- |
| 2015 | 10.º Max Movie Awards                              | Mejor Película                                            | Oda a mi padre                                                                           | Nominado  |
| 2015 | 10.º Max Movie Awards                              | Mejor Director                                            | Yoon Je-kyoon                                                                            | Nominado  |
| 2015 | 10.º Max Movie Awards                              | Mejor Actor                                               | Hwang Jung-min                                                                           | Nominado  |
| 2015 | 10.º Max Movie Awards                              | Mejor Actor de Reparto                                    | Oh Dal-su                                                                                | Nominado  |
| 2015 | 10.º Max Movie Awards                              | Mejor Actriz de Reparto                                   | Ra Mi-ran                                                                                | Nominada  |
| 2015 | 10.º Max Movie Awards                              | Mejor Actriz Nueva                                        | Kim Seul-gie                                                                             | Ganadora  |
| 2015 | 20º Chunsa Film Art Awards                         | Mejor Actor                                               | Hwang Jung-min                                                                           | Nominado  |
| 2015 | 20º Chunsa Film Art Awards                         | Mejor Guion                                               | Park Su-jin                                                                              | Ganador   |
| 2015 | 20º Chunsa Film Art Awards                         | Premio Especial de Audiencia para Mejor Película          | Oda a mi padre                                                                           | Ganador   |
| 2015 | 9.º Asian Film Awards                              | Mejor Película                                            | Oda a mi padre                                                                           | Nominado  |
| 2015 | 17.º Udine Far East Film Festival                  | Premio de Audiencia                                       | Oda a mi padre                                                                           | Ganador   |
| 2015 | 51.º Baeksang Arts Awards                          | Mejor Director                                            | Yoon Je-kyoon                                                                            | Nominado  |
| 2015 | 10.º APN Awards                                    | Galardón                                                  | Yoon Je-kyoon                                                                            | Ganador   |
| 2015 | 19.º Bucheon International Fantastic Film Festival | Premio It Star                                            | Oh Dal-su                                                                                | Ganador   |
| 2015 | 24th Buil Film Awards                              | Mejor Actor de Reparto                                    | Oh Dal-su                                                                                | Nominado  |
| 2015 | 24th Buil Film Awards                              | Mejor Guion                                               | Park Su-jin                                                                              | Nominado  |
| 2015 | 24th Buil Film Awards                              | Premio Lectores Buil                                      | Oda a Mi Padre                                                                           | Ganador   |
| 2015 | 35th Korean Association of Film Critics Awards     | Mejores 10 Películas del Año                              | Oda a Mi Padre                                                                           | Ganador   |
| 2015 | 52.º Grand Bell Awards                             | Mejor Película                                            | Oda a mi padre                                                                           | Ganador   |
| 2015 | 52.º Grand Bell Awards                             | Mejor Director                                            | Yoon Je-kyoon                                                                            | Ganador   |
| 2015 | 52.º Grand Bell Awards                             | Mejor Actor                                               | Hwang Jung-min                                                                           | Ganador   |
| 2015 | 52.º Grand Bell Awards                             | Mejor Actriz                                              | Yunjin Kim                                                                               | Nominada  |
| 2015 | 52.º Grand Bell Awards                             | Mejor Actor de Reparto                                    | Oh Dal-su                                                                                | Ganador   |
| 2015 | 52.º Grand Bell Awards                             | Mejor Actriz de Reparto                                   | Ra Mi-ran                                                                                | Nominada  |
| 2015 | 52.º Grand Bell Awards                             | Mejor Guion                                               | Park Su-jin                                                                              | Ganador   |
| 2015 | 52.º Grand Bell Awards                             | Mejor Cinematografía                                      | Choi Young-hwan                                                                          | Ganador   |
| 2015 | 52.º Grand Bell Awards                             | Mejor Edición                                             | Lee Jin                                                                                  | Ganador   |
| 2015 | 52.º Grand Bell Awards                             | Premio Especial de Alta Tecnología                        | Han Tae-jeong, Song Seung-hyeon, Kim Dae-jun, Kim Jeong-su, Akira Kai (Efectos Visuales) | Ganador   |
| 2015 | 52.º Grand Bell Awards                             | Premio Especial de Alta Tecnología                        | Lee Hee-eun, Hwang Hyo-kyun (Maquillaje Especial)                                        | Nominado  |
| 2015 | 52.º Grand Bell Awards                             | Mejor Grabación de Sonido                                 | Lee Seung-cheol, Han Myung-hwan                                                          | Ganador   |
| 2015 | 52.º Grand Bell Awards                             | Mejor Planificación                                       |                                                                                          | Ganador   |
| 2015 | 36.º Blue Dragon Film Awards                       | Mejor Película                                            | Oda a mi padre                                                                           | Nominado  |
| 2015 | 36.º Blue Dragon Film Awards                       | Mejor Director                                            | Yoon Je-kyoon                                                                            | Nominado  |
| 2015 | 36.º Blue Dragon Film Awards                       | Mejor Actor de Reparto                                    | Oh Dal-su                                                                                | Ganador   |
| 2015 | 36.º Blue Dragon Film Awards                       | Mejor Actriz de Reparto                                   | Ra Mi-ran                                                                                | Nominada  |
| 2015 | 36.º Blue Dragon Film Awards                       | Mejor Edición                                             | Lee Jin                                                                                  | Nominado  |
| 2015 | 36.º Blue Dragon Film Awards                       | Mejor Dirección de Arte                                   | Ryu Seong-hee                                                                            | Ganador   |
| 2015 | 36.º Blue Dragon Film Awards                       | Mejor Música                                              | Lee Byung-woo                                                                            | Nominado  |
| 2015 | 36.º Blue Dragon Film Awards                       | Premio Técnico                                            | Han Tae-jeong, Song Seung-hyeon, Kim Dae-jun, Kim Jeong-su, Akira Kai (Efectos Visuales) | Nominado  |
| 2015 | 36.º Blue Dragon Film Awards                       | Premio Elección de la Audiencia para Película Más Popular | Oda a mi padre                                                                           | Ganador   |